# Molino Dorino (metropolitana di Milano)
Molino Dorino è una stazione della linea M1 della metropolitana di Milano.

## Storia
La stazione venne inaugurata il 28 settembre 1986 come capolinea del prolungamento proveniente da San Leonardo. Prende il nome dallo storico mulino che sorge nell'area, il Molino Dorino, unico mulino con macine e ingranaggi ancora integri esistente a Milano, risalente al XVII secolo.
Rimase capolinea fino al 14 settembre 2005, quando fu inaugurato il prolungamento a Rho Fieramilano (che comprende anche la fermata intermedia di Pero, inaugurata il successivo 19 dicembre); la tratta era già stata aperta provvisoriamente dal 30 marzo al 2 aprile.
Nel 2014 la stazione ha ripreso momentaneamente il suo ruolo di capolinea nord-occidentale della linea, durante il periodo di chiusura per lavori di ammodernamento della stazione di Rho Fieramilano.
A seguito dell'apertura del prolungamento fino a Rho Fieramilano rimangono ancora due corse della M1 che effettuano capolinea a Molino Dorino, la prima e l'ultima della giornata.

## Strutture e impianti
Insieme alle stazioni Bonola e San Leonardo ha il mezzanino in superficie anziché interrato.
La stazione rientra nell'area urbana della metropolitana milanese.

## Interscambi
Molino Dorino è servita dalla rete automobilistica urbana ATM e da numerose relazioni interurbane.

## Servizi
La stazione dispone di:
- Accessibilità per portatori di handicap
- Ascensori
- Scale mobili
- Emettitrice automatica biglietti
- Servizi igienici a pagamento
- Stazione video sorvegliata

## Galleria d'immagini

Il Molino Dorino, struttura da cui la stazione prende il nome